# Hangmen
Pour plus de détails, voir Fiche technique et Distribution.
Hangmen est un film américain réalisé par J. Christian Ingvordsen en 1987.

## Synopsis
Une agence gouvernementale américaine assassine les personnes qu'elle considère dangereuses. Elle tombe sur un os avec Rob Greene et ses anciens camarades du Vietnam, surtout lorsqu'il s'agit de récupérer le fils de ce dernier, et son amie Lisa (Sandra Bullock).

## Fiche technique
- Titre original : Hangmen
- Titre français : Hangmen
- Réalisation : J. Christian Ingvordsen
- Scénario : J. Christian Ingvordsen, Steven Kaman, Rick Washburn (dialogues additionnels)
- Direction artistique : Beth A. Rubino
- Photographie : Steven Kaman
- Montage : Steven Kaman
- Musique : Michael Montes
- Production : Robert J. Anderson (producteur exécutif), J. Christian Ingvordsen (producteur), Steven Kaman (producteur), Rick Washburn (producteur)
- Société(s) de production : Cinema Sciences Corporation
- Pays d'origine :  États-Unis
- Langue :  anglais
- Format : Couleurs -  Son mono
- Genre : thriller d'action
- Durée : 90 min
- Dates de sortie :
  - France : mai 1987 (Festival de Cannes)
  - États-Unis : novembre 1987

## Distribution
- Sandra Bullock : Lisa Edwards
- Jake LaMotta : Moe Boone
- Joshua Sinclair : Phillipe Fosterlan
- Keith Bogart (cs) : Danny Greene
- Kosmo Vinyl (en) : Kosmo
- Rick Washburn : Rob Greene
- Dog Thomas : Dog Thompson
- J. Christian Ingvordsen : Bone Conn
- David Henry Keller : Andrews
- Dan Lutsky : Joe Connelly
- Amanda Zinsser : Caroline Fosterian

## Analyse
- Premier film avec Sandra Bullock.